# アイヴァー・マウントバッテン
アイヴァー・マウントバッテン卿（Lord Ivar Mountbatten、1963年3月9日 - ）は、イギリス女王エリザベス2世の三従弟（みいとこ、a third cousin）。2016年に広義のイギリス王族として初めて両性愛者であることを公表した。イギリス国王チャールズ3世の又従弟にあたる（チャールズ3世の父方の祖母アリスとアイヴァー・マウントバッテンの父方の祖父第2代ミルフォード・ヘイヴン侯爵ジョージ・マウントバッテンが姉弟という関係）。
また、2018年には同じく広義のイギリス王族として初となる同性婚をした。

## 人物
父はミルフォード・ヘイヴン侯爵デイヴィッド・マウントバッテン、母は先妻のジャネット・ブライス。兄は第4代ミルフォード・ヘイブン侯爵ジョージ・マウントバッテンである。
祖先にはロシア帝国の女帝エカテリーナ2世やロシアの詩人アレクサンドル・プーシキンがいる。またヴィクトリア女王の昆孫であり、同女王と玄孫のエリザベス2世の三従弟である。祖父の姉アリス・オブ・バッテンバーグはエジンバラ公フィリップの母であり、従弟の関係にある（そのため「エリザベス女王の「義理」のいとこ」である。）。またエドワード王子と同夫人ソフィーの娘ルイーズ・ウィンザーの教父である。
スコットランドのゴードンストウン・スクール、米国ミドルベリー大学出身。

## 私生活
1994年4月23日にコリン・グラハム・トンプソンとローズマリー・ヴェル・エドワーズの娘ペネローペ・アンヌ・ヴェル・トンプソン（1966年‐）と結婚した。しかし2011年に離婚した。その間に3人の娘がいる。
- エラ・ルイーズ・マウントバッテン（1996年3月20日‐）
- アレクサンドラ・ナダ・ヴィクトリア・マウントバッテン（1998年5月8日‐）
- ルイーズ・クセニア・ローズ・マウントバッテン（2002年7月30日‐）

アイヴァーと妻は2010年9月には別居し、翌2011年11月離婚した。2016年には航空会社のキャビンサービスディレクターのジェームズ・コイルとの交際を公にした。
彼はイギリス王室の成員ではないが、広義のイギリス王族として両性愛の性的指向を公にした最初の人物となった。アイヴァーは2018年6月にコイルと結婚することを発表し、2018年9月24日に結婚したことをInstagramで公表した。

## 系図
- ヴィクトリア女王 - アリス（ヘッセン大公妃） - ヴィクトリア (ミルフォード＝ヘイヴン侯爵夫人) - ジョージ・マウントバッテン (第2代ミルフォード＝ヘイヴン侯爵) - デイヴィッド・マウントバッテン (第3代ミルフォード・ヘイヴン侯爵) - アイヴァー